# PSIL
Le Projet de Suite Informatique Libre (PSIL) est une compilation de programmes libres fonctionnant sous Windows. Son ou ses créateurs, ainsi que les diffuseurs, le destinent - via CD-rom ou lien externe - au plus grand nombre. Le but étant de promouvoir :
- la découverte et l'adoption de logiciels libres,
- les environnements de travail gratuits, alternatifs aux offres propriétaires.